# Климцево (Расловское сельское поселение)
Климцево — деревня в Расловском сельском поселении Судиславского района Костромской области России.

## География
Деревня расположена у реки Пуга.

## История
Согласно переписи населения 1897 года в деревне проживало 39 человек (16 мужчин и 23 женщины).
Согласно Списку населенных мест Костромской губернии в 1907 году деревня относилась к Богословской волости Костромского уезда Костромской губернии. По сведениям волостного правления за 1907 год в ней числилось 8 крестьянских двора и 50 жителей. В деревне имелась кузница. основным занятием жителей деревни, помимо земледелия, были бондарный и плотницкий промыслы.
До муниципальной реформы 2010 года деревня входила в состав Михайловского сельского поселения Судиславского района.

## Население
| 1897 | 1907 | 2008 | 2010 | 2014 |
| ---- | ---- | ---- | ---- | ---- |
| 39   | ↗50  | ↘5   | ↘4   | ↗7   |